# Matilla de los Caños del Río (kommunhuvudort)
Matilla de los Caños del Río är en kommunhuvudort i Spanien.   Den ligger i provinsen Provincia de Salamanca och regionen Kastilien och Leon, i den centrala delen av landet, 190 km väster om huvudstaden Madrid. Matilla de los Caños del Río ligger 819 meter över havet och antalet invånare är 681.
Terrängen runt Matilla de los Caños del Río är platt. Runt Matilla de los Caños del Río är det mycket glesbefolkat, med 5 invånare per kvadratkilometer. Matilla de los Caños del Río är det största samhället i trakten. Trakten runt Matilla de los Caños del Río består i huvudsak av gräsmarker.